# Polyrhachis rugifrons
Polyrhachis rugifrons é uma espécie de formiga do gênero Polyrhachis, pertencente à subfamília Formicinae.